# ژان میشل فریر
ژان میشل فریر (انگلیسی: Jean-Michel Ferrière؛ زادهٔ ۲۰ نوامبر ۱۹۵۹) بازیکن فوتبال اهل فرانسه است.
از باشگاه‌هایی که در آن بازی کرده‌است می‌توان به باشگاه فوتبال نانسی اشاره کرد.